# 深秋的黎明
《深秋的黎明》是香港歌手黎明的國語錄音室專輯，全碟由林明陽監製，收錄了10首國語歌曲，其中4首歌曲是由黎明的粵語歌曲作品改編而成，專輯於1993年10月由唱片公司寶麗金首次發行，獲得雙白金銷量（十萬張以上）。

## 曲目列表
| CD       | CD                     | CD       | CD                  | CD             | CD                                           | CD    |
| 曲序     | 曲目                   |          | 作曲                | 编曲           | 备注                                         | 时长  |
| -------- | ---------------------- | -------- | ------------------- | -------------- | -------------------------------------------- | ----- |
| 1.       | 深秋的黎明             | 娃娃     | 黃明洲              | 屠穎           |                                              | 4:49  |
| 2.       | 我用深情與你相約       | 謝明訓   | 陳子鴻              | 屠穎           |                                              | 4:09  |
| 3.       | 我愛 Ichi Ban（Remix） | 范俊益   | 後藤次利、秋元康    | 盧東尼         | 歌曲〈我愛 Ichi Ban〉國語版                  | 4:18  |
| 4.       | 愛的任性               | 向月娥   | 林明陽              | 屠穎           |                                              | 4:50  |
| 5.       | 莎唷娜啦               | 方麗莎   | 槙原敬之            | 唐奕聰         | 歌曲〈我的親愛〉國語版                       | 4:25  |
| 6.       | 偷走我的愛             | 向月娥   | 黃明洲              | 屠穎           |                                              | 4:36  |
| 7.       | 給你一生用不完的愛     | 向月娥   | 堀内孝雄,、荒木豐久 | 唐奕聰         | 歌曲〈真的愛情定可到未來〉國語版             | 4:04  |
| 8.       | 探探我的憂愁           | 林明陽   | 陳子鴻              | 鍾興民、徐德昌 |                                              | 4:26  |
| 9.       | 留給我一盞燈火         | 丁曉雯   | 薛忠銘              | 鍾興民、徐德昌 |                                              | 4:53  |
| 10.      | 誰領我的心靠岸         | 林明陽   | 玉置浩二            | 盧東尼         | 歌曲〈一夜傾情〉和陳百強遺作《冷風中》國語版 | 4:40  |
| 总时长： | 总时长：               | 总时长： | 总时长：            | 总时长：       | 总时长：                                     | 45:10 |

## 幕後製作人員
以下是《深秋的黎明》的幕後製作人員名單：
- 結他：蘇德華
- 色士風：Teofilo Rombaoa
- 編曲（和音）：孫建平、林明陽、馬毓芬
- 和音：孫安琳、孫魯平、涂佩岑、謝文德、陳子鴻、陳秀珠、馬毓芬
- 錄音： Dragon Studio錄音師群、林世龍、黃欽勝
- 美術指導：Jackson Lee
- 攝影：Can Wong
- 監製、混音：林明陽
- 經理人公司：百事活娛樂事業有限公司

## 評論摘要
樂評人黃國恩表示〈深秋的黎明〉是香港少數以歌手名字作為歌曲名字的作品，歌詞內容把季節、時間與感情連繫成一個故事，而黎明對歌詞的控制節奏亦恰當，使歌曲得到完整而有沒有過多的感情流露，有一份自然的失落。有評論認為黎明唱國語歌曲的時候，以與唱粵語歌曲不一樣的唱法來演繹，銳意地建立專業歌手的形象，黎明演繹歌曲〈深秋的黎明〉能夠讓聽眾感到他孤單獨自一人的感覺，而歌曲〈愛的任性〉能讓聽眾墮入他的情網中，黎明以很硬、很重的語氣來演繹此歌曲，產生前所未見的硬朗，評論亦提及歌曲〈我愛Ichi Ban〉的曲名只取其順口，在文法上並不正確。

## 流行榜成績
以下是《深秋的黎明》專輯的主打歌曲〈深秋的黎明〉在台灣及香港三大電子媒體音樂流行榜的最佳成績：
- 台灣中華電視公司金曲龍虎榜——冠軍[7]
- 香港商業電台 903專業推介——第4位 [8]
- 香港電台中文歌曲龍虎榜——冠軍
- 電視廣播有限公司勁歌金榜——冠軍

## 獎項
以下是收錄於《深秋的黎明》專輯的歌曲獲頒發的獎項：
- 電視廣播有限公司1993年度勁歌金曲季選——第四季得獎歌曲〈深秋的黎明〉
- 新城電台金曲台1993年度金心情歌頒獎禮——十大金心情歌獎〈深秋的黎明〉[9]